# اشفورد، ساری
latitudeاشفورد، ساریlongitudeاشفورد، ساری
اشفورد (به انگلیسی: Ashford) یک شهرک در بریتانیا است که در ساری (انگلستان) واقع شده‌است.

## خصوصیات
اشفورد ۶٫۷۱ کیلومترمربع مساحت و ۲۷٬۳۸۲ نفر جمعیت دارد.